# Julius Kähler
Julius Kähler (* 4. Februar 1873 in Kirchbarkau; † 30. März 1952 in Apenrade) war ein deutscher Journalist und Politiker.

## Leben und Wirken
Julius Kähler war ein Sohn des Pastors Johann Diedrich Otto Kähler (1831–1909) und dessen Ehefrau Amalie Wilhelmine Bertha, geborene Göttsch (1834–1922). Er besuchte das Gymnasium in Plön und studierte anschließend Theologie in Kiel, Halle, Rostock sowie Berlin und legte beide theologischen Examina ab.
Kähler heiratete Emma Elisabeth (1879–1965), deren Vater die Itzehoer Nachrichten gehörten. Dadurch kam er in Kontakt mit dem Zeitungswesen und arbeitete ab 1900 zwei Jahre lang in der Redaktion der Zeitung seines Schwiegervaters. Anschließend studierte er zwei Semester Volkswissenschaften und Geschichte an der Universität Leipzig und arbeitete ab 1903 als Redakteur für die freikonservative Berliner „Post“. In seiner Promotionsschrift an der Leipziger Universität behandelte er 1904 „Die Gilden in den holsteinischen Elbmarschen“.
1906 wechselte Kähler als Hauptschriftleiter des dortigen Tageblattes nach Apenrade. Während des Ersten Weltkriegs leistete er Kriegsdienst und erreichte den Rang eines Majors. 1918 übernahm er die Hauptgeschäftsführung des sogenannten „Deutschen Ausschusses“ zur Vorbereitung der Volksabstimmung in Schleswig. Nach dem Zusammenschluss der vier Zeitungen Nordschleswigs zur Nordschleswigschen Zeitung übernahm er deren Chefredaktion.
Da er als konservativ galt, erhielt Kähler zum Jahresende 1933 die Kündigung, schrieb aber weiterhin als freier Mitarbeiter für das Blatt. Nach Ende des Zweiten Weltkriegs nahmen ihn dänische Widerstandskämpfer fest und inhaftierten ihn in Kopenhagen. Ein körperlicher Zusammenbruch während der Haftzeit führte zu dauerhaften Lähmungserscheinungen, aufgrund derer er nicht mehr arbeiten konnte. Ein gegen ihn gerichtetes Strafverfahren wurde eingestellt.
Julius Kähler starb Ende März 1952. Seine Frau, die seinerzeit an der Organisation der Volksabstimmung mitgewirkt hatte, arbeitete danach bis zu dessen Verbot für den Verein für das Deutschtum im Ausland.